# Ръждивокрило чернотеменно мравколовково орехче
Ръждивокрило чернотеменно мравколовково орехче (Herpsilochmus rufimarginatus) е вид птица от семейство Thamnophilidae.

## Разпространение
Видът е разпространен в Аржентина, Боливия, Бразилия, Венецуела, Еквадор, Колумбия, Панама, Парагвай, Перу и Суринам.